# 羅凱珊
羅凱珊（洋名：Kama，又名：Amanda，1988年11月16日—），香港少女模特兒，是邦民日本財務廣告的第二代「邦民女」。曾就讀九龍樂富潔心林炳炎中學，曾於哈福特書院（Hartford Institute）就讀工商管理課程，亦有報道指她曾攻讀法律和傳播學。

## 演出作品

### 廣告
- 邦民日本財務
- 蒙牛乳業
- 芝柏婚紗
- 香港迪士尼（2008年6月）
- 發達太太財務
- 天龍八部 - 天下第一幫 Online

### 電視
- 2008年：ATV《娛樂大翻身》
- 2008年：TVB《娛樂直播》(訪問) 2008年11月6日
- 2009年：ATV《飲食天王頒獎典禮》(演唱《說愛你》)
- 2009年：TVB《美女廚房 (第二輯)》(遊戲嘉賓) 第3集
- 2010年：ATV《財神到》(遊戲嘉賓) 第7集
- 2010年：TVB《超級遊戲獎門人》(遊戲嘉賓) 第12集
- 2010年：ATV《生活加油站》之「Eva會客室」(訪問) 2010年7月13日

### 電影
- 2009年：《撲克王》飾 陳樂樂
- 2010年：《人間喜劇》飾 陳美珍

### 音樂錄像
- 2009年：梁漢文 -《痛快》、《身外物》

### 寫真集
- 2009年：《My Secret Album》

## 外部連結
- 羅凱珊相集 （页面存档备份，存于）
- 羅凱珊Facebook(已停止更新)
- 羅凱珊xanga(已停用) （页面存档备份，存于）
- Kama Lo 寫真專輯
- My Secret Album Kama羅凱珊寫真
- 明報OL網羅凱珊Kama相簿 （页面存档备份，存于）